# Hada ardua
Hada ardua là một loài bướm đêm trong họ Noctuidae.